# Christine Grady
Christine Grady est une infirmière et bioéthicienne américaine à la tête du service de bioéthique du National Institutes of Health Clinical Center .

## Enfance et parcours scolaire
Christine Grady est née et grandit à Livingston, New Jersey . Son père, John H. Grady Jr., diplômé de l'Université Yale et vétéran de la marine des États-Unis, est maire de Livingston. Sa mère, Barbara, est doyenne adjointe à la faculté de droit de l'Université Seton Hall .
Après sa sortie de la Livingston High School, elle obtient une licence en soins infirmiers et en biologie à l'Université de Georgetown en 1974, une maîtrise en soins infirmiers du Boston College en 1978 et un doctorat en philosophie à l'Université de Georgetown en 1993 .

## Carrière
Grady travaille dans le domaine des soins infirmiers, de la recherche et des soins cliniques, se spécialisant pour le VIH . Elle est membre de la Commission présidentielle pour l'étude des questions de bioéthique de 2010 à 2017 .
Grady est membre de la National Academy of Medicine, membre senior du Kennedy Institute of Ethics et membre du Hastings Center et de l'American Academy of Nursing . Elle reçoit le National Institutes of Health CEO Award en 2017 et le Director's Award de la même organisation en 2015 et 2017.

## Vie privée
Grady est mariée à Anthony Fauci, un immunologiste américain et directeur du National Institute of Allergy and Infectious Diseases (NIAID) des National Institutes of Health. Ils ont trois filles ensemble.